# Фтивазид
Фтивазид — противотуберкулёзный препарат, производное гидразида изоникотиновой кислоты (изониазид). Светло-жёлтый или жёлтый мелкокристаллический порошок со слабым запахом ванилина, без вкуса. Очень мало растворим в воде, мало — в этиловом спирте, легко растворим в растворах неорганических кислот и щелочей.
Обладает высокой избирательной активностью в отношении микобактерий туберкулезa. Вызывает повреждение мембраны микобактерий, ингибирует метаболические и окислительные процессы, угнетает синтез нуклеиновых кислот, действует на микобактерии как внутри клетки, так и вне её. Препарат медленно всасывается из желудочно-кишечного тракта.

## Получение
Фтивазид является гидразоном и его получают взаимодействием изониазида с ванилином. Изониазид может быть получен из 4-цианопиридина или изоникотиновой кислоты. Способ получения из изоникотиновой кислоты представлен на схеме:
На первой стадии в реакции изоникотиновой кислоты с тионилхлоридом образуется хлорангидрид изоникотиновый кислоты, который обрабатывают этанолом и карбонатом натрия для получения этилового эфира изоникотиновой кислоты. Этиловый эфир подвергается гидразинолизу с образованием изониазида. На заключительной стадии изониазид при взаимодействии с ванилином образует фтивазид.

## Показания
Лечение активного туберкулеза всех форм и локализаций у взрослых и детей.

## Режим дозирования
Взрослым назначают по 500 мг 2—3 раза в сутки. Высшие дозы для взрослых: разовая — 1 г, суточная — 2 г. Детям назначают из расчета 30—40 мг/кг/сутки (максимальная суточная доза — 1,5 г) в три приёма. При туберкулёзной волчанке назначают по 250—300 мг 3—4 раза/сут. На курс — 40—60 г. При необходимости курс лечения повторяют 2—3 раза с месячным перерывом.

## Побочное действие
Головная боль, головокружение, тошнота, рвота, сухость во рту, болевые ощущения в области сердца и в эпигастрии, кожные аллергические реакции. Возможны эйфория, ухудшение сна, в редких случаях — развитие психоза, расстройства памяти, периферического неврита и неврита зрительного нерва, лекарственного гепатита, у мужчин — гинекомастия, у женщин — меноррагии. У пациентов с эпилепсией возможно учащение судорожных эпилептических припадков. Побочные явления проходят при уменьшении дозы или временном перерыве в приёме препарата.

## Противопоказания
Стенокардия; декомпенсированные пороки сердца; органические заболевания центральной нервной системы; заболевания почек нетуберкулезного характера, а также с нарушением выделительной функции; повышенная чувствительность к препарату.

## Особые указания
В период лечения необходимо периодическое исследование глазного дна. Для предупреждения развития невритов одновременно с препаратом назначают витамины В1 и В6. Препарат может быть использован для лечения пациентов с повышенной чувствительностью к изониазиду. Максимальную эффективность препарат имеет при свежих, остро протекающих процессах. Проникает через гематоплацентарный барьер и в грудное молоко.

## Лекарственное взаимодействие
Одновременное назначение пиридоксин (внутрь или в/м), глутаминовая кислота (внутрь), тиамина (в/м) снижает вероятность возникновения побочных эффектов при применении Фтивазида.